# Mayen
Mayen (pronunciación en alemán: /ˈmaɪ̯ən/ⓘ) es una ciudad en el Distrito de Mayen-Coblenza del Land (estado federado) de Renania-Palatinado en la zona este de la región volcánica de Eifel. Así como el centro de la ciudad, hay cinco suburbios que conforman Mayen: Alzheim, Kürrenberg, Hausen-Betzing, Hausen y Nitztal.  Mayen es el centro administrativo del municipio colectivo de Vordereifel, aunque por sí mismo no es parte de Vordereifel.

## Geografía
Al oeste, así como hacia el norte y al suroeste de Mayen están los hermosos paisajes del Eifel, que tiene numerosos volcanes extintos e inactivos, sobre todo el Laacher See, que se encuentra a 11 km al norte de Mayen. Al este, el paisaje se llena de llanuras, yendo hacia la depresión de Coblenza-Neuwied, que a su vez puede ser dividida en la sección norte o Pellenz y la sección sur o Maifeld. Esta área también se considera parte del Eifel. Debido a esto, Mayen a veces es conocida como la puerta del Eifel. El riachuelo Nette fluye a través de la ciudad, desde los Eifel hasta Weißenthurm, donde desemboca en el Rin.

## Historia
Ya en tiempos romanos, Mayen era un importante centro económico. Desde finales del siglo III y hasta la Edad Media, se establecieron almacenes desde los cuales los productos eran enviados por toda Europa Central. En un área cercana se encontraron restos prehistóricos; el Basalto se utilizaba para crear mojones y la Toba volcánica para hacer sarcófagos. Estos sarcófagos se encontraron enterrados junto con restos de vidrio (que actualmente se pueden observar en el museo Genovevaburg de la ciudad). 
Es posible que el nombre de Mayen provenga de Megina. Algunos documentos que se remontan hasta el año 847 muestran Megina como nombre de la ciudad la cual se le denomina " La ciudad del ser" o "Yo soy". este nombre vendría del celta 'magos', que significa campo. En el siglo VIII, la leyenda de Genoveva de Brabante, dice que Mayen era la capital de las tierras del duque Sigfrido I del Palatinado.
Mayen fue reconocido oficialmente en 1041 y se le dio estatus de ciudad en 1291. Rodolfo I de Habsburgo fue el que entregó el fuero a la ciudad.  
Durante la Segunda Guerra Mundial, y especialmente durante los bombardeos del 12 de diciembre de 1944 y del 2 de enero de 1945, el 90% de la ciudad quedó reducido a cenizas y para decidir si reconstruirla o no, hubo de celebrarse un referéndum. 
Hasta 1973, Mayen era la capital del Distrito de Mayen (con matrículas MY). Tras ese año, la administración del distrito se trasladó a Coblenza y el distrito pasó a denominarse Distrito de Mayen-Coblenza, con la matrícula MYK. No obstante, Coblenza mantuvo su código de matrícula KO.

## Barrios
Tras la reforma administrativa de 1970 se incluyeron en la ciudad cuatro localidades cercanas, que terminarían por considerarse oficialmente barrios de Mayen. En la actualidad, estos barrios siguen manteniendo sus características de pueblos y sus habitantes se dedican principalmente a la agricultura. Los cuatro barrios son:
- Alzheim (Población aprox. 1300), al sur
- Hausen (Población aprox. 1500), hacia el este y Coblenza
- Kürrenberg (Población aprox. 1200), hacia el oeste y Nürburgring
- Nitztal (Población aprox. 180), hacia el norte, y el Palacio de Bürresheim

La población de Alzheim y Hausen ha crecido en los últimos años, debido a la construcción de nuevas áreas residenciales.

## Infraestructura
- Localización favorable entre A 61 (Colonia, Ludwigshafen) y A 48 (Tréveris, Coblenza).

## Nacidos en Mayen
- Karl Uller, (1872-1959), físico
- Reinhard Saftig (entrenador de fútbol)
- Mario Adorf (actor)
- Heinrich Alken (pintor, escultor)
- Christoph Friedrich Heinle (poeta)
- Balthasar Krems (inventor de la máquina de coser)
- Winfried Schäfer (futbolista y entrenador)
- Hans-Ludwig Schilling (compositor)
- Anne Spurzem (política)
- Anton Woger (escultor)
- Stephan Ackermann (obispo)
- Dominik Meffert (jugador profesional de tenis)

## Ciudades hermanadas
- Joigny, Francia
- Godalming, Inglaterra
- Uherské Hradiště, República Checa
- Cyabingo, Ruanda